# Škoda Superb
O Škoda Superb é um automóvel do segmento D produzido pela montadora tcheca Škoda Auto desde 2001.
A primeira geração do moderno Superb, produzida de 2001 a 2008, foi baseada na plataforma VW B5 PL45+. A segunda geração do Superb usou a B6 A6/PQ46 e foi lançada em 2008. A terceira e atual geração usando a plataforma MQB entrou em produção em 2015.

## Primeira geração

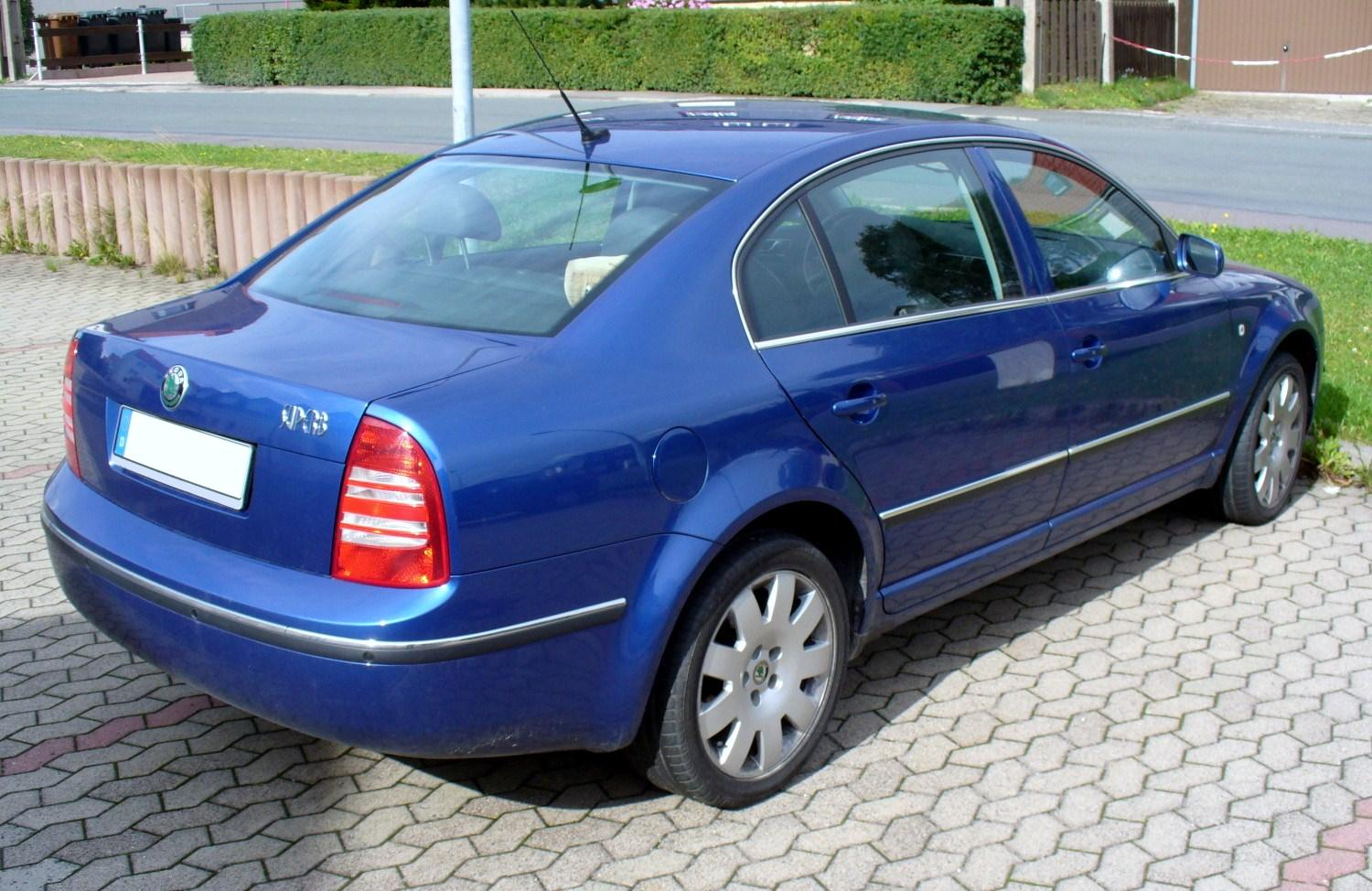
Pré-facelift

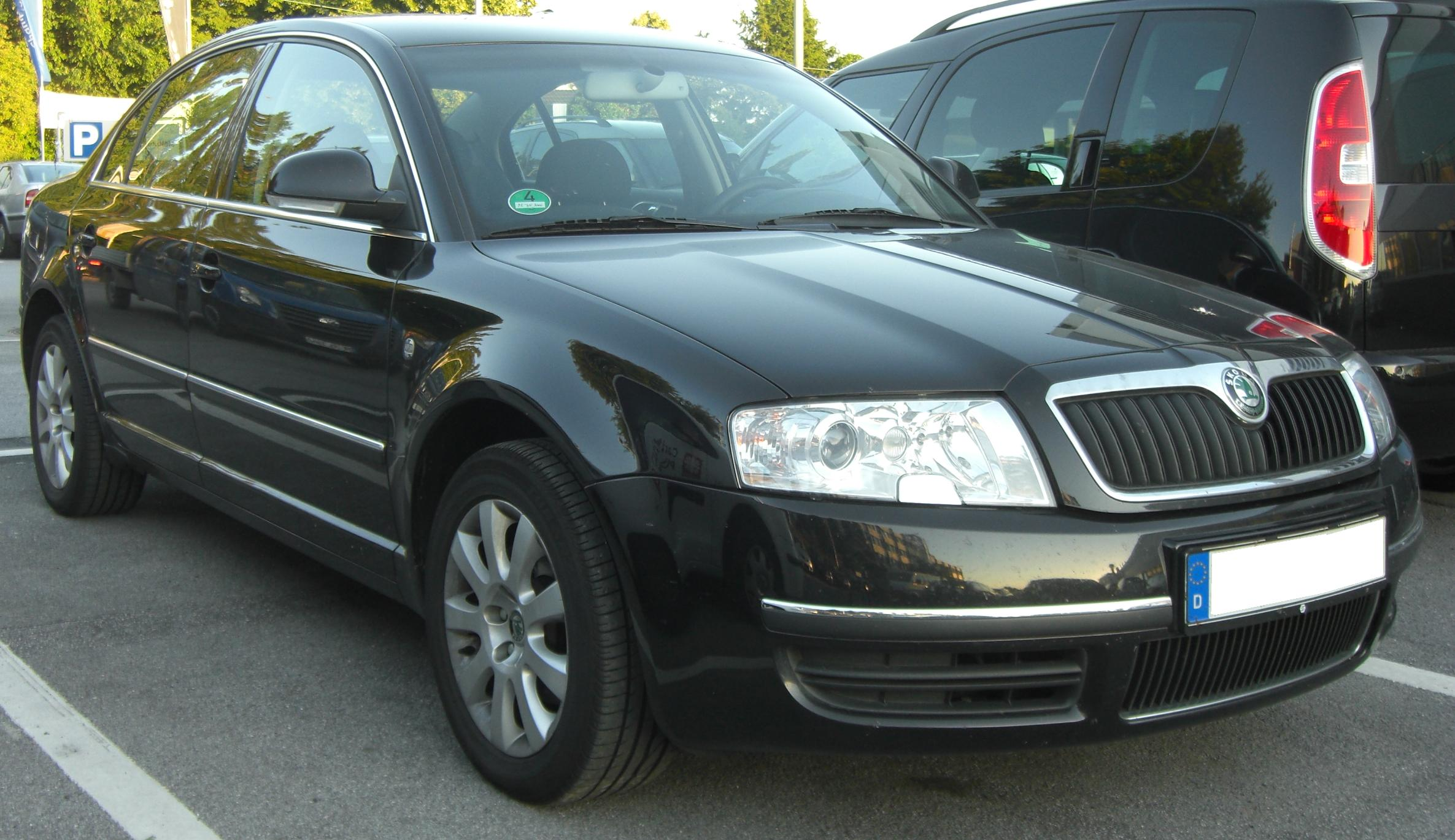
Facelift

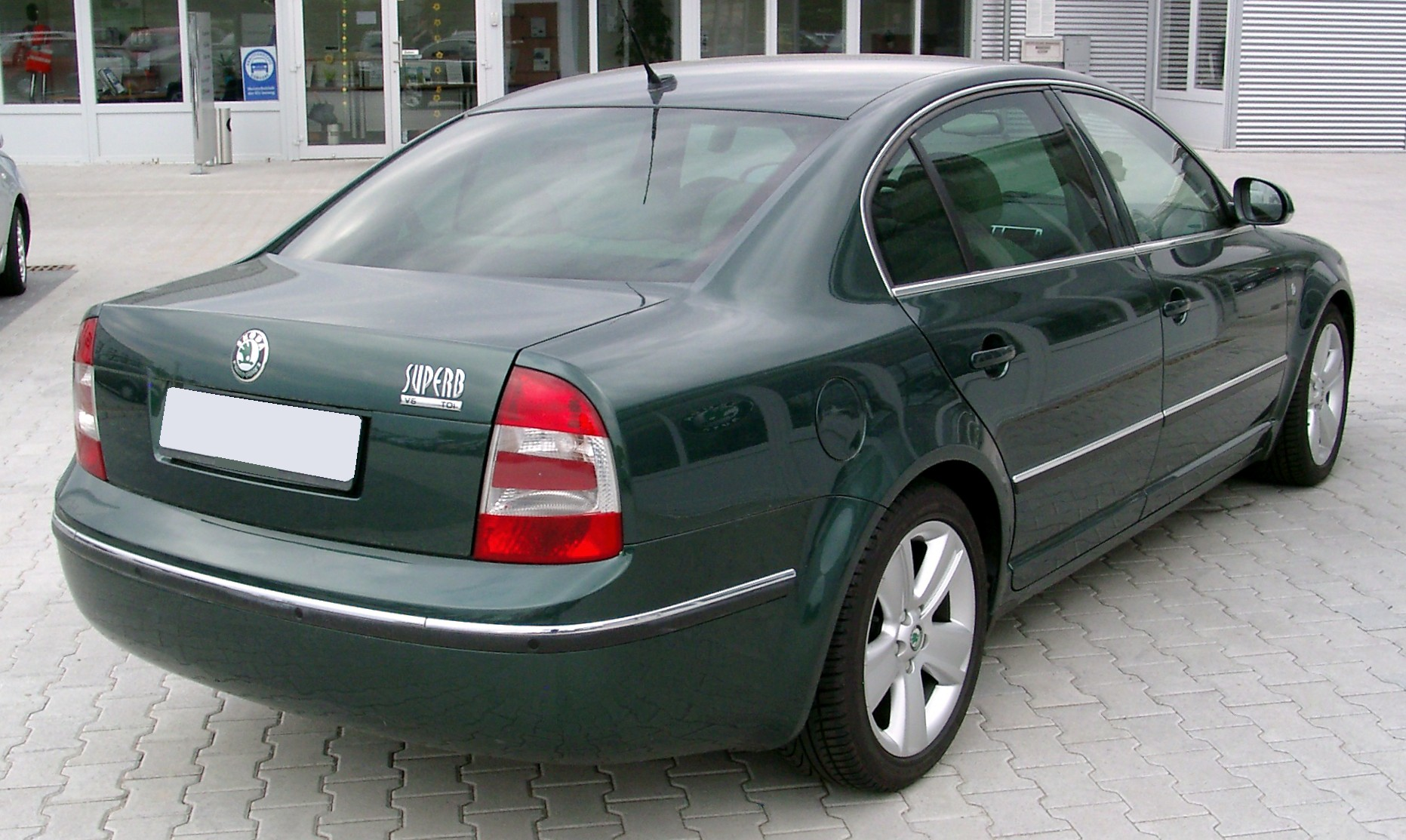
Facelift

A primeira geração do Škoda Superb moderno usava a plataforma Volkswagen Group B5 PL45+, que mais tarde também foi usada no Shanghai-Volkswagen Passat B5 LWB 1999, cuja distância entre eixos é, no entanto, 10 cm mais longa do que o Passat B5 padrão. Em 2005, a Shanghai-Volkswagen importou o Superb, rebatizando-o como Volkswagen Passat Lingyu.
Em 2009, um ano após a geração B5 ter sido descontinuada na Europa, o Volkswagen Passat Lingyu com facelift foi apresentado na China. Em 2011, o Volkswagen Passat Lingyu foi descontinuado, sendo sucedido pelo Passat NMS.
Vários motores de combustão interna a gasolina e diesel são partilhados com o resto da gama do Grupo Volkswagen; e como o B5 Passat e o B6/B7 Audi A4 que utilizam a mesma plataforma automotiva, eles são montados na frente e orientados longitudinalmente.
O modelo básico, o 'Classic', incluía o turbodiesel de quatro cilindros em linha de 1,9 litros (I4) com injeção direta turboalimentada (TDI) produzindo 74 quilowatts (101 cv), ou um quatro cilindros em linha de 2,0 litros a gasolina avaliado em 85 kW (116 cv). Os modelos 'Comfort' e 'Elegance' eram oferecidos com um motor 1.8 Turbo gasolina I4 de vinte válvulas com potência de 119 kW (162 cv), ou um motor V6 de 2,8 litros de 142 kW (193 cv) ou um motor V6 TDI de 2,5 litros com classificação de 120 kW (163 cv).
As transmissões incluíam uma caixa manual de cinco ou seis marchas, ou uma automática tiptronic de cinco marchas da ZF. Além do motor Unit Injector "Pumpe Düse" (PD) de 1,9 litros, o Superb eventualmente ganhou o 2.0 litros TDI PD (BSS) de 103 kW (140 cv; 138 cv). Este era um motor de eixo de comando único de 8V baseado no TDI de 1,9 litros que era exclusivo do Superb, com duas diferenças principais em relação ao TDI de 1,9 litros. O motor BSS compartilhava a mesma bomba de óleo de eixo de equilíbrio duplo usada no motor TDI PD de 2,0 litros com eixo de comando duplo de 16V que pode ser encontrado em vários modelos Audi. Também apresentava um DPF úmido que usava fluido contido em um tanque sob a roda sobressalente para gerar calor para regeneração. Isso foi usado em vez de um DPF seco padrão devido às limitações de espaço no compartimento do motor.
O Superb recebeu um pequeno facelift em agosto de 2006, incorporando a nova grade do radiador da Škoda, faróis, indicadores repetidores laterais integrados nos espelhos retrovisores, e lanternas traseiras em forma de C no estilo do Škoda Roomster e do Škoda Octavia de segunda geração.
Uma reformulação interior completou as atualizações. Um modelo 'Laurin and Klement' tornou-se o topo de gama, substituindo o modelo 'Elegance'. Uma gama de novos motores foi introduzida e o interior apresentava madeira verdadeira como parte de alguns níveis de acabamento. Os modelos 'Comfort', 'Elegance' e 'Laurin & Klement' apresentam um guarda-chuva guardado no painel da porta traseira.
A Škoda considerou uma versão perua do Superb, mas nunca passou à produção. A razão pela qual não foi colocado em produção foi que a Volkswagen temia que uma versão perua ocupasse muita participação de mercado de seu próprio Passat Variant e do Audi A4 Avant. Quando o Superb foi lançado no Reino Unido em maio de 2002, a variante mais cara custava apenas £ 1.000 a mais do que o Jaguar X-Type mais barato.

## Segunda geração

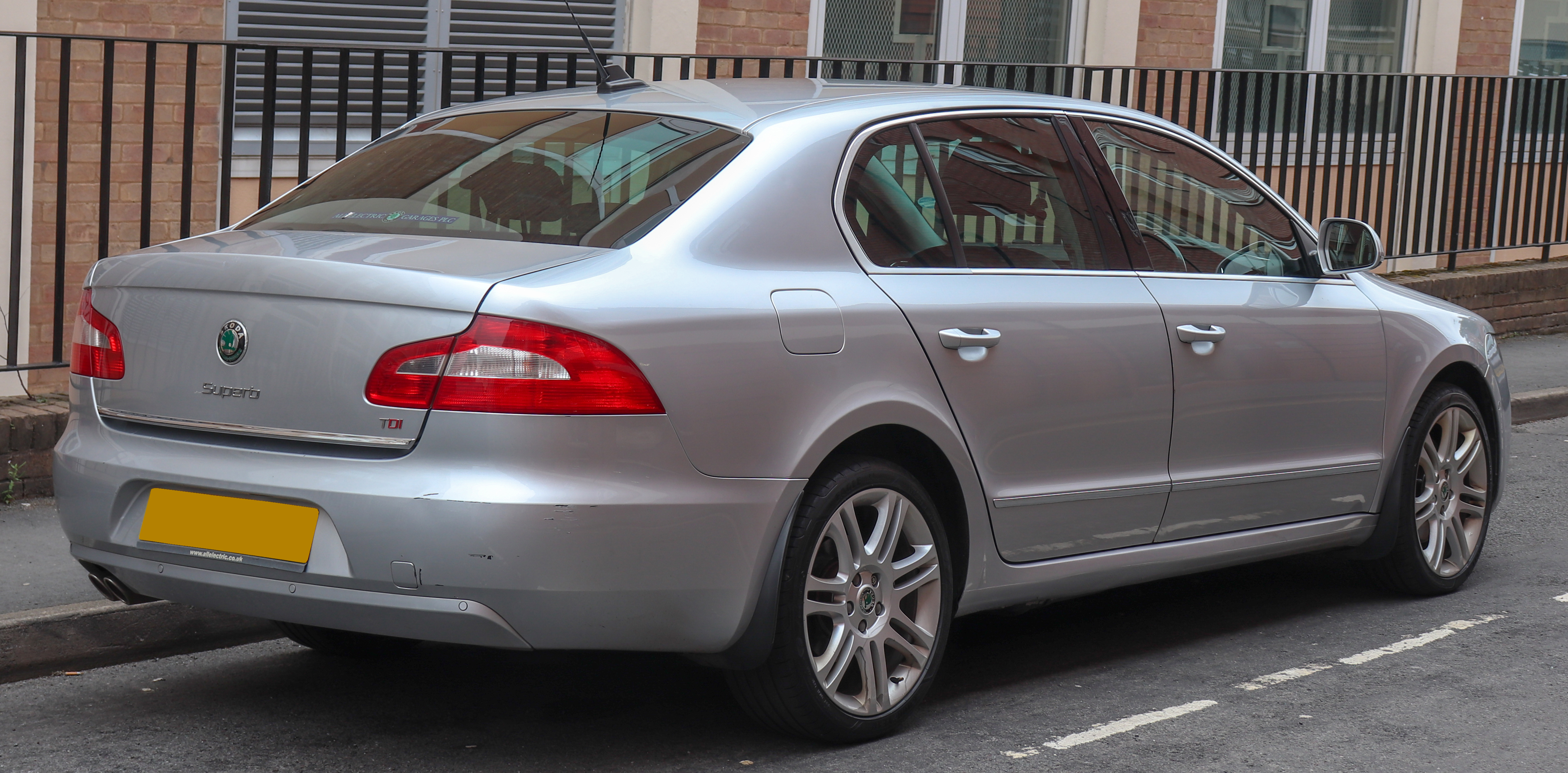
Škoda Superb sedan

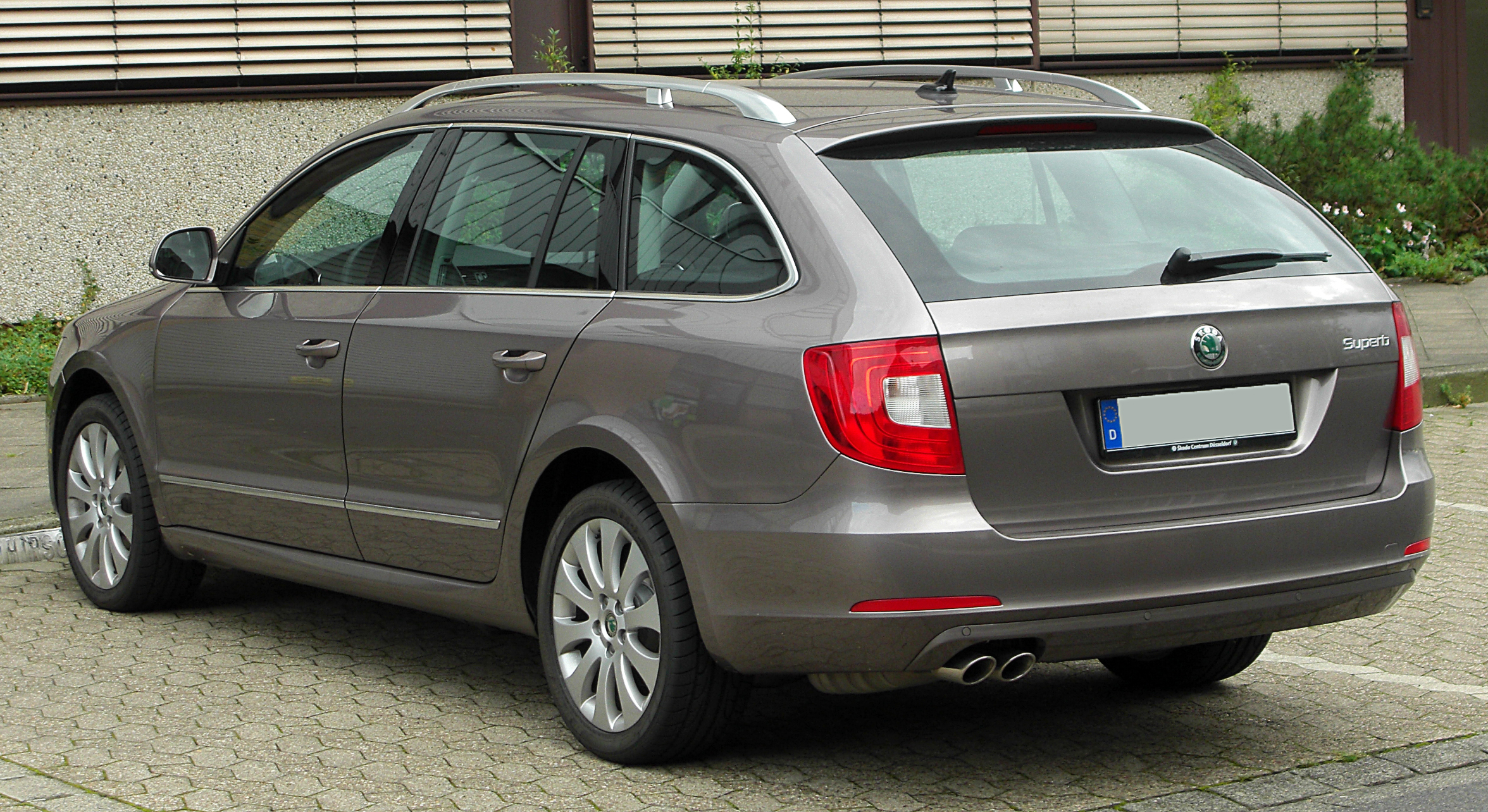
Škoda Superb Combi

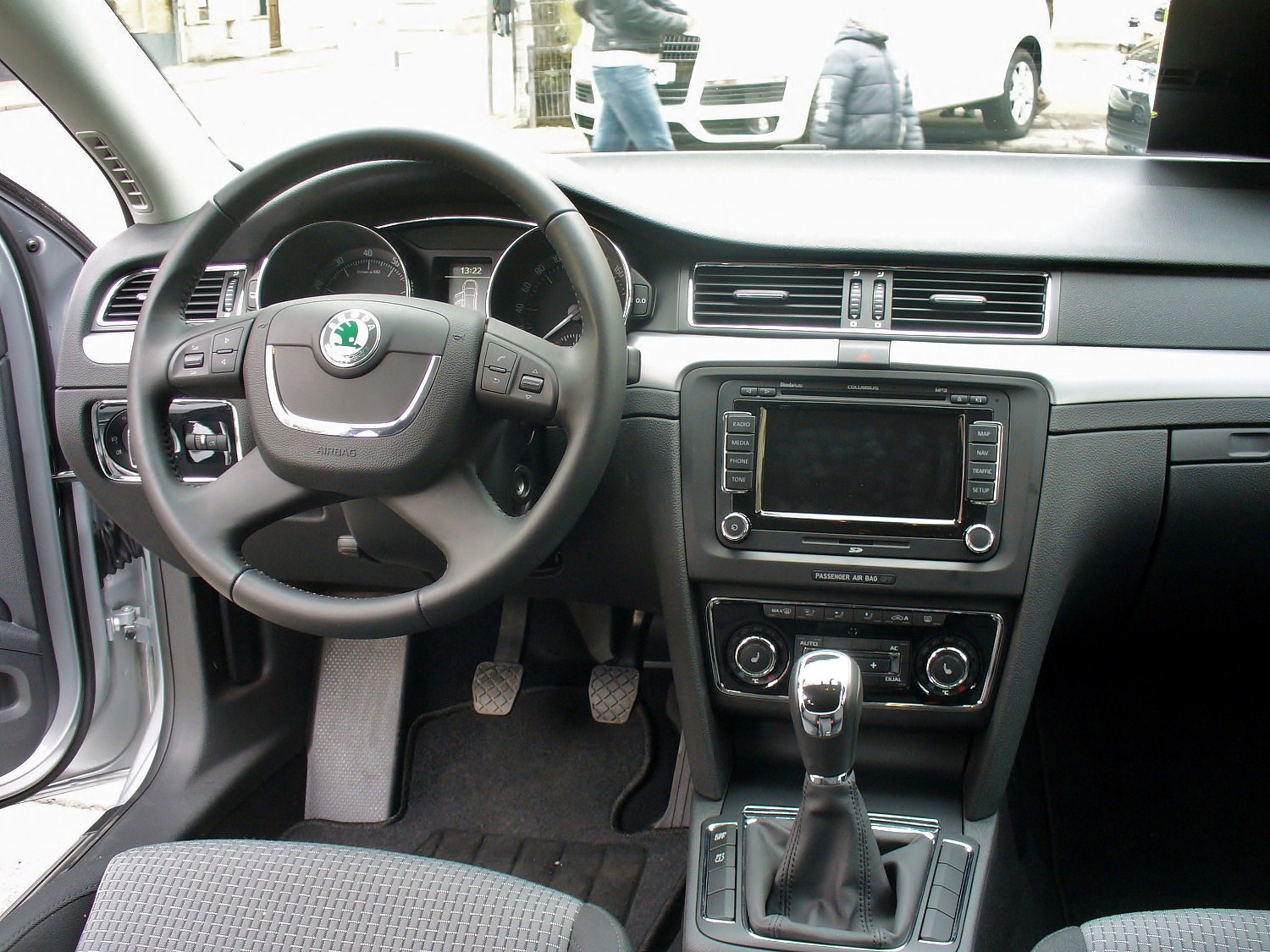
Interior

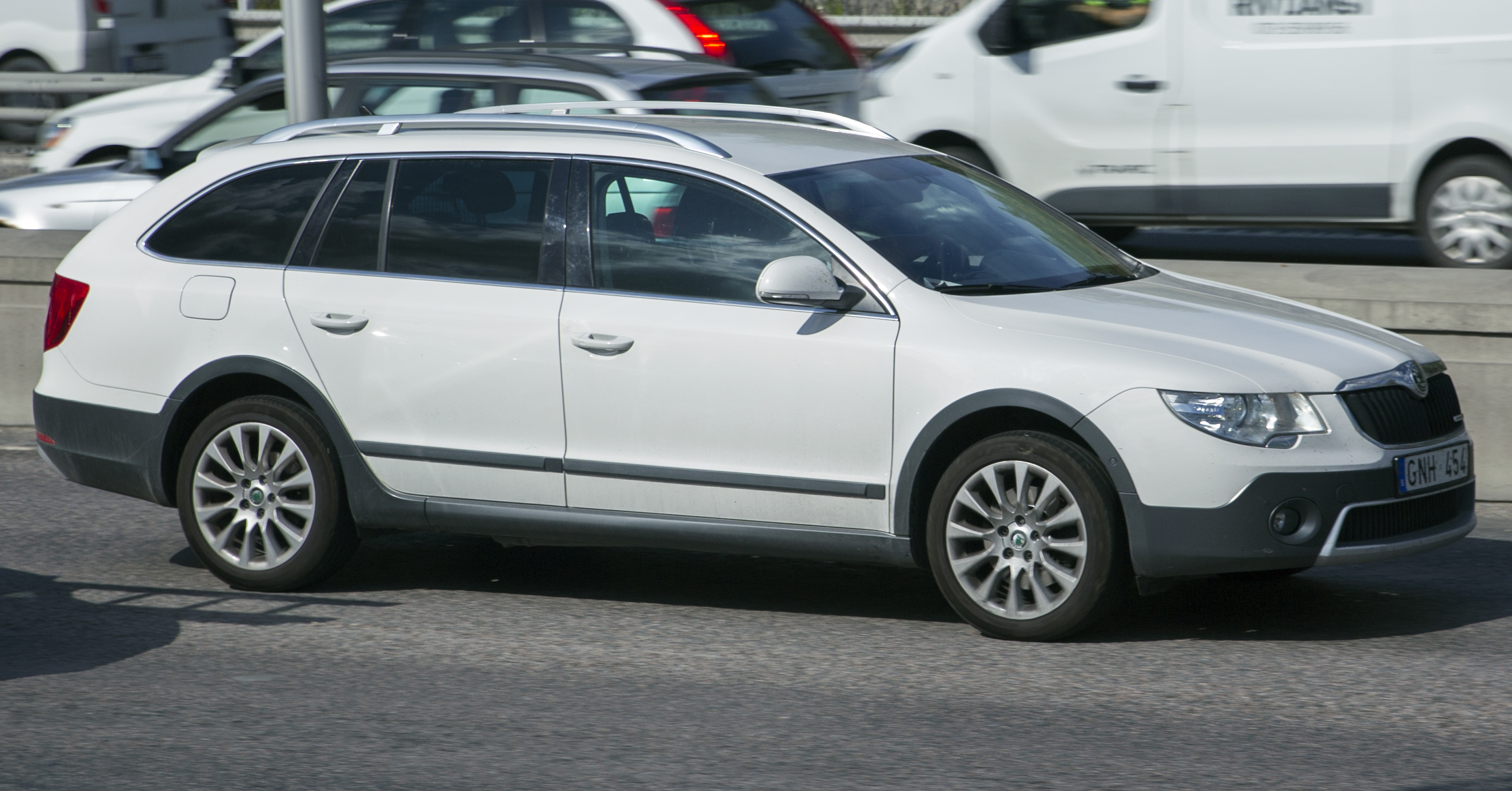
Škoda Superb Combi AllDrive (Suécia)

Um novo Škoda Superb (B6, Typ 3T) foi apresentado no Salão Automóvel de Genebra no início de março de 2008.
Baseado numa versão alongada da mais recente plataforma A5 Octavia, o A6 PQ46 do Grupo Volkswagen, este Superb é um sedan de quatro portas e cinco lugares, com uma inovadora tampa da bagageira “TwinDoor” que pode funcionar como uma bagageira convencional ou como um hatchback que inclui abertura com o vidro traseiro.
Baseado na plataforma Octavia A5, este Superb utiliza agora uma disposição de motor transversal. Um Superb Combi – carrinha de cinco portas com 633 litros na bagageira – foi apresentado à imprensa em Junho de 2009 e estreou no Salão Automóvel de Frankfurt em Setembro de 2009.
Quando lançadas, as opções de motores a gasolina incluíam quatro unidades fornecidas pelo Grupo Volkswagen; consistindo em um TFSI de quatro cilindros em linha (I4) de 92 quilowatts (125 cv) de nível básico de 1,4 litros (com turboalimentador e injeção estratificada de combustível) e um TFSI I4 de 1,8 litros de 118 kW (160 cv). O principal motor FSI VR6 de 3,6 litros e 191 kW (260 cv) (uma versão desafinada daquele instalado no Passat R36) vem com tração nas quatro rodas e caixa de câmbio Direct-Shift (DSG) de seis velocidades. O Škoda Superb 3.6 FSI 4x4 atinge uma velocidade máxima de 250 km/h e uma aceleração de 0 a 100 km/h em 6,5 segundos.
As opções de motor diesel incluíam injeção direta turboalimentada (TDI) de 2,0 litros com injeção Pumpe-Düse avaliada em 103 kW (140 cv), I4 TDI de 2,0 litros de 125 kW (170 cv) com common rail e 77 kW (105 cv). ) 1,9 litros I4 TDI disponível também para a versão Greenline com consumo de combustível reduzido.
Em 2010, a gama de motores foi atualizada. O carro estava agora disponível com um motor 2.0 litros TFSI a gasolina de quatro cilindros e 147 kW (200 cv). As mudanças na oferta de diesel incluíram duas mudanças: dois litros de 103 kW com injeção Pumpe-Düse foram substituídos por motor common rail; a unidade PD de 1,9 litros e 77 kW foi substituída por um motor common rail de 1,6 litros com a mesma potência.
As transmissões incluem caixas manuais de cinco e seis velocidades e a popular caixa automática Direct-Shift (DSG) com seis ou sete velocidades, como opção em quase todas as combinações de motor/equipamento. Além da tração dianteira padrão, o Superb e o Superb Combi estavam disponíveis com tração nas quatro rodas e embreagem Haldex de quarta geração. As rodas foram escolhidas entre 16", 17" e 18".
Os níveis de acabamento disponíveis na maior parte da Europa foram chamados de 'Comfort', 'Ambition', 'Elegance', 'Greenline', 'Exclusive' e 'Laurin & Klement' (maio de 2012) - com Laurin & Klement sendo o topo de gama . No Reino Unido, os níveis disponíveis eram ‘S’, ‘SE’, ‘Elegance’, ‘Laurin & Klement’ e ‘Greenline’. Na Suécia, um mercado importante para a Škoda, uma versão do Superb Combi com tração nas quatro rodas e pretensões off-road foi colocada à venda em junho de 2012. Análogo ao Subaru Outback e ao Volvo XC70, era chamado de "AllDrive". Baseado no nível de equipamento Elegance, apresenta revestimento de plástico preto ao redor das partes inferiores do carro e ao redor das rodas. Sua distância ao solo também foi aumentada para 20 mm e uma placa protetora frontal foi adicionada. Na Suécia só estava disponível com três motores diferentes (um a gasolina, dois diesel) e tração nas quatro rodas, mas quando o modelo foi disponibilizado em toda a Europa como "Škoda Superb Outdoor" um mês depois (chegando ao Reino Unido em outubro de 2012) também estava disponível com tração dianteira e na maior parte da gama de motores.
Para o Superb existe uma extensa lista de equipamentos de série e extras, incluindo faróis bi-xénon com AFS, sensores de proximidade dianteiros/traseiros, sistema automático de assistência ao estacionamento, sistema de monitorização da pressão dos pneus, sistema de navegação com grande tela tátil a cores de 6,5" e 30 Disco rígido GB, receptor de transmissão de televisão, bancos e espelhos ajustáveis eletricamente, sensor de chuva, teto solar com painéis solares que permitem a circulação de ar no carro estacionado, bancos dianteiros/traseiros aquecidos, bancos dianteiros ventilados e estofados em couro. /slide teto solar panorâmico de duas peças era uma opção.

### Facelift
Em abril de 2013, a Škoda revelou um Superb com facelift em Xangai. Foi lançado para venda no mercado europeu em junho de 2013. O design exterior atualizado apresenta novos elementos de linguagem de design da Škoda. Os faróis estão equipados com luzes diurnas LED integradas; diodos também são padrão para lanternas traseiras. O mecanismo de abertura do Twindoor foi alterado para facilitar a operação: um botão abre apenas a tampa, enquanto o outro abre toda a porta traseira.
Até agora, um botão era dedicado apenas para abertura, enquanto o outro tinha função de deslocamento. Com o facelift, uma combinação de tração integral e transmissão automática DSG apareceu em oferta para o motor diesel de dois litros e 125 kW. A partir de janeiro de 2014, o pacote Design Outdoor está disponível para o Superb Combi.
A lista de recursos também foi ligeiramente ampliada. O Superb reformado recebeu a última geração do Assistente de Estacionamento Automático. Além do estacionamento paralelo (entrada/saída da vaga), o sistema também é capaz de estacionar perpendicularmente (apenas entrada na vaga).
A partir de agora, os passageiros dos bancos traseiros podem ajustar o banco do passageiro atrás. O controle elétrico está localizado na lateral do banco do passageiro, próximo ao console central, sendo, portanto, fácil de operar por trás. Os passageiros traseiros podem mover o banco dianteiro para frente e para trás e ajustar a altura e o ângulo do banco.

## Terceira geração

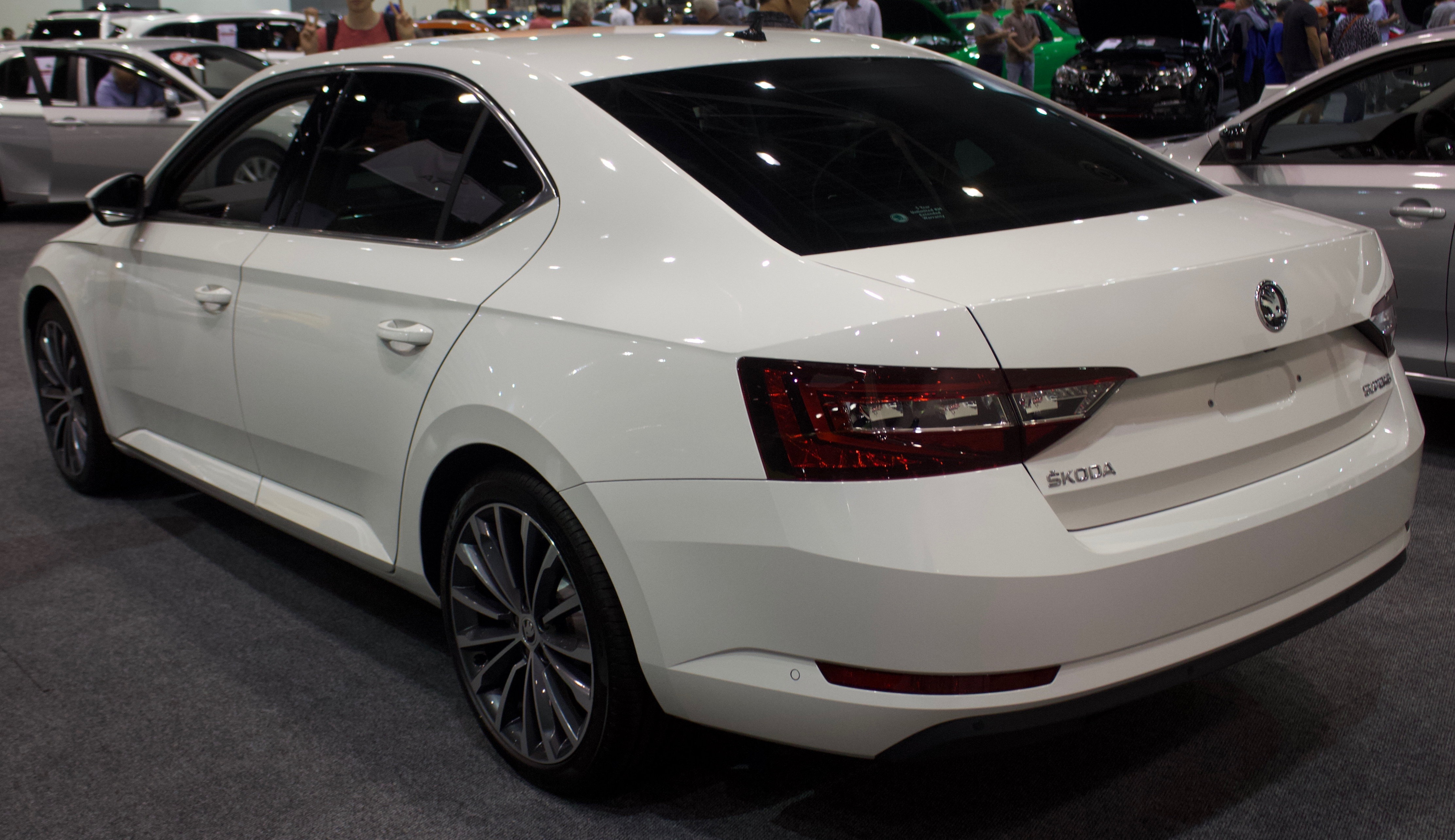
Škoda Superb III Sedan

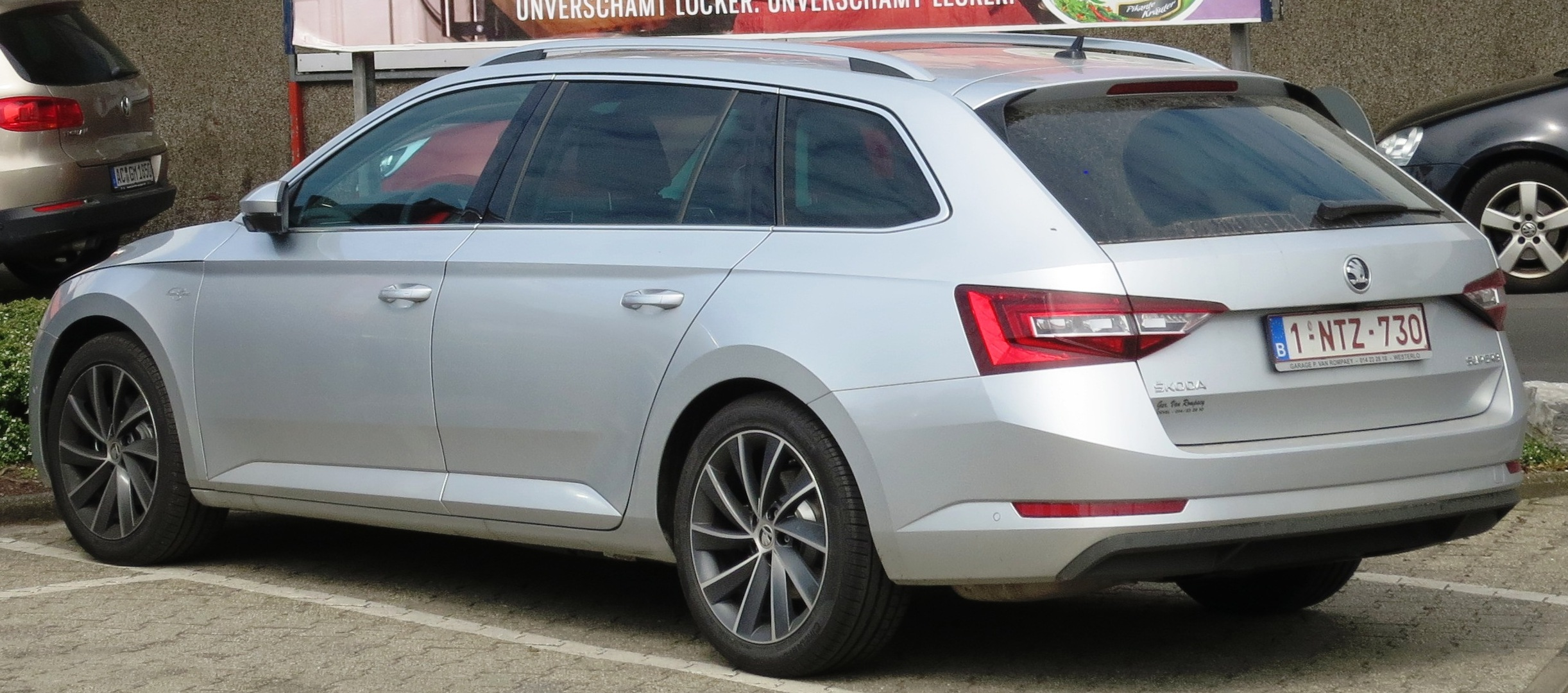
Škoda Superb III Combi

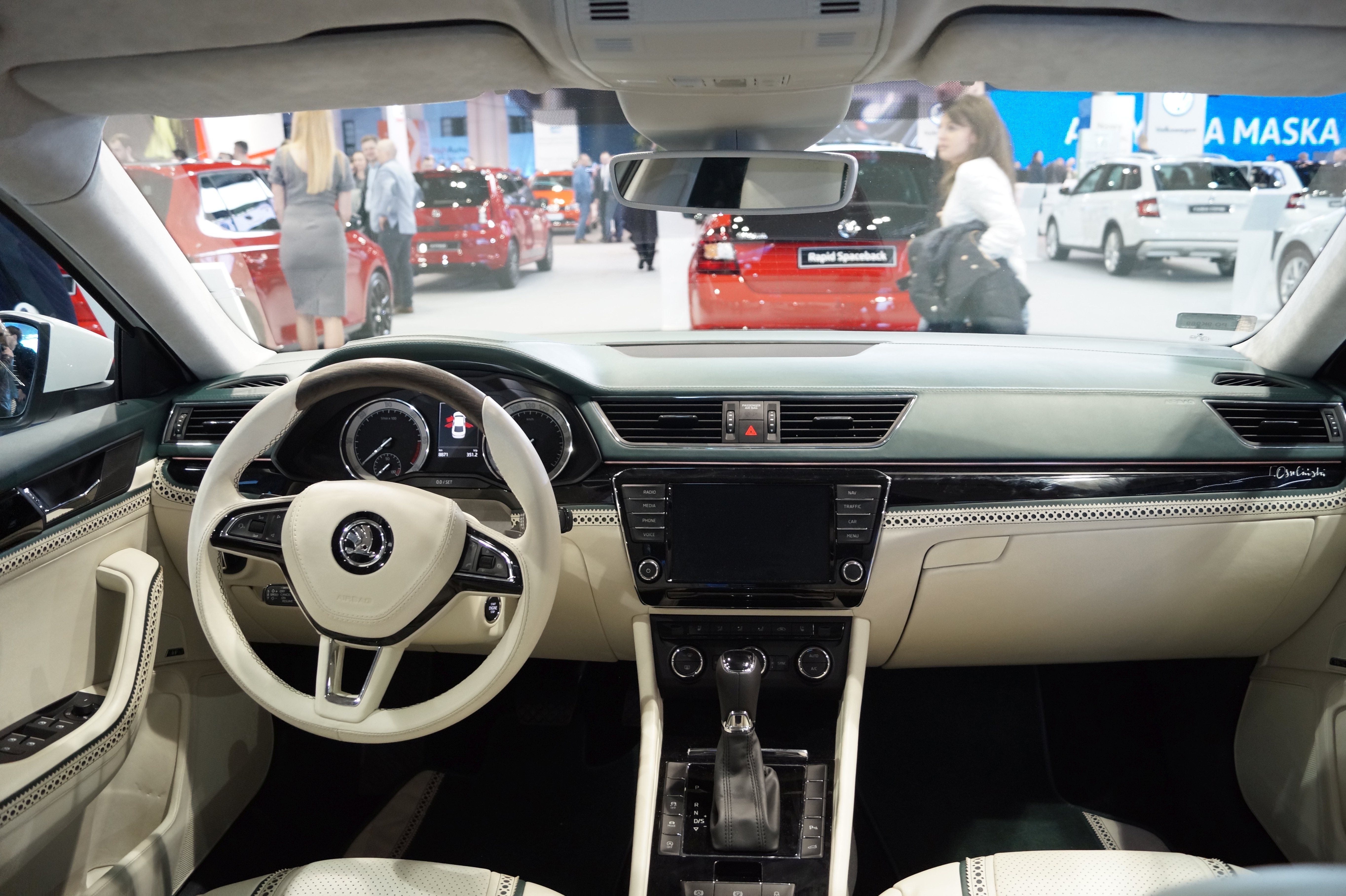
Interior

A terceira geração do Superb, baseada na plataforma MQB do Grupo Volkswagen também usada por outros carros do Grupo Volkswagen, incluindo o Volkswagen Passat (B8), Volkswagen Arteon, Volkswagen Tiguan Mk2, Volkswagen Tayron, Škoda Kodiaq, SEAT Tarraco e Audi Q3 Mk2, foi revelada em fevereiro de 2015, no Salão do Automóvel de Genebra de 2015, com produção em volume prevista para começar no meio do ano. O carro foi apresentado pela primeira vez no carro-conceito chamado Škoda Vision C, que estreou no Salão do Automóvel de Genebra de 2014.
O novo modelo é maior que a segunda geração. O Škoda Superb apareceu no Tour de France como carro de arbitragem.
A nova geração de motores turboalimentados de injeção direta, composta por unidades de quatro cilindros, deveria incluir cinco motores a gasolina com tamanhos de 1,4 a 2,0 litros e três motores diesel de 1,6 ou 2,0 litros. O Superb 2.0 TSI 4x4 200 kW (268 cv) é atualmente o carro de produção mais rápido da Škoda, com velocidade máxima de 249 km/h e aceleração de 0–100 km/h em 5,5 segundos.
As entregas do sedã às concessionárias começaram em junho de 2015, seguidas da perua em setembro.
No Reino Unido, os níveis de acabamento disponíveis foram denominados 'S', 'SE', 'SE Technology', 'SE L Executive', 'SportLine' e 'Laurin & Klement', sendo Laurin & Klement o topo de gama . A partir de 2016, o preço varia de £ 19.060 até o acabamento L&K mais luxuoso com todos os equipamentos por £ 42.385.

### Facelift

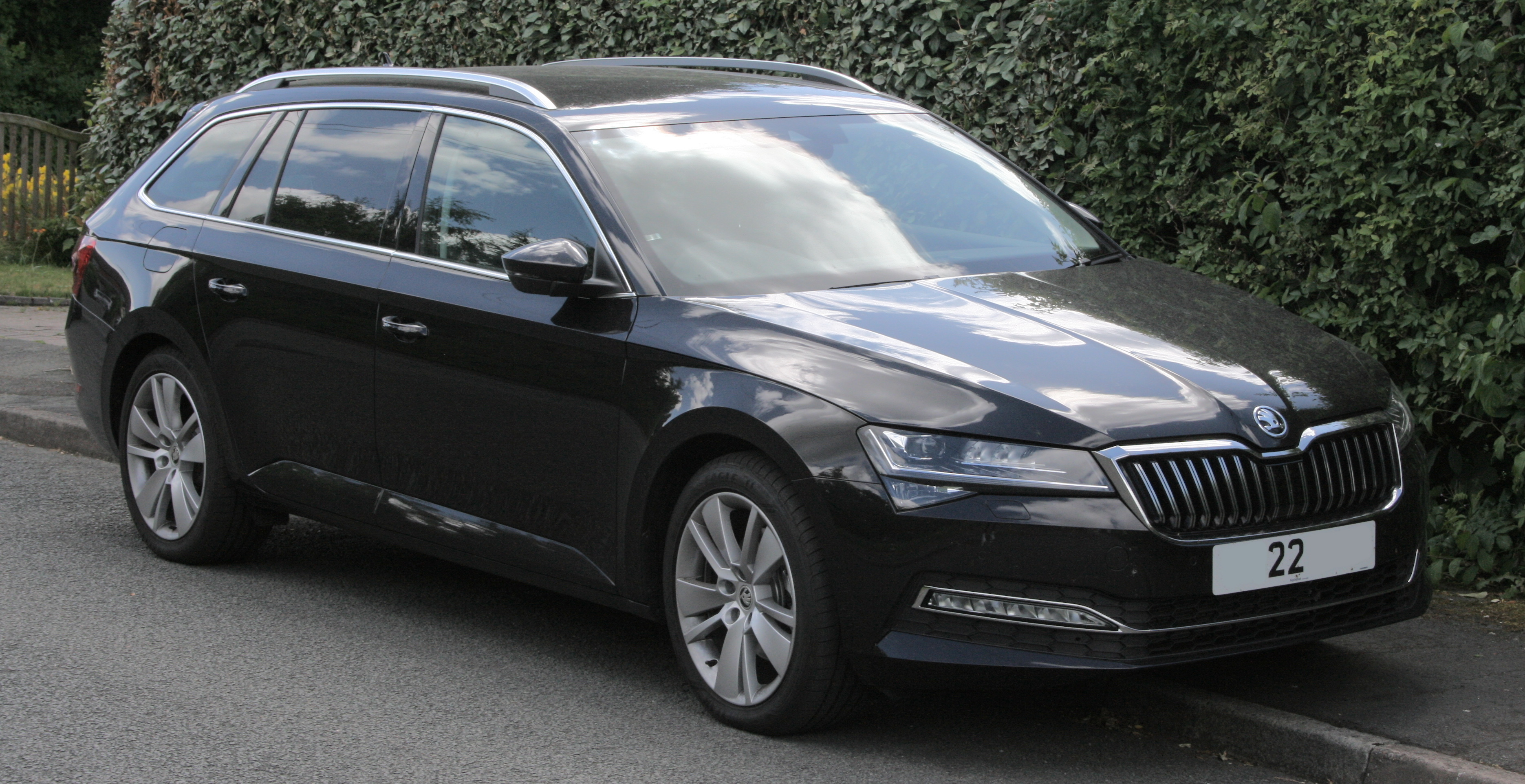
Škoda Superb Combi (Facelift)

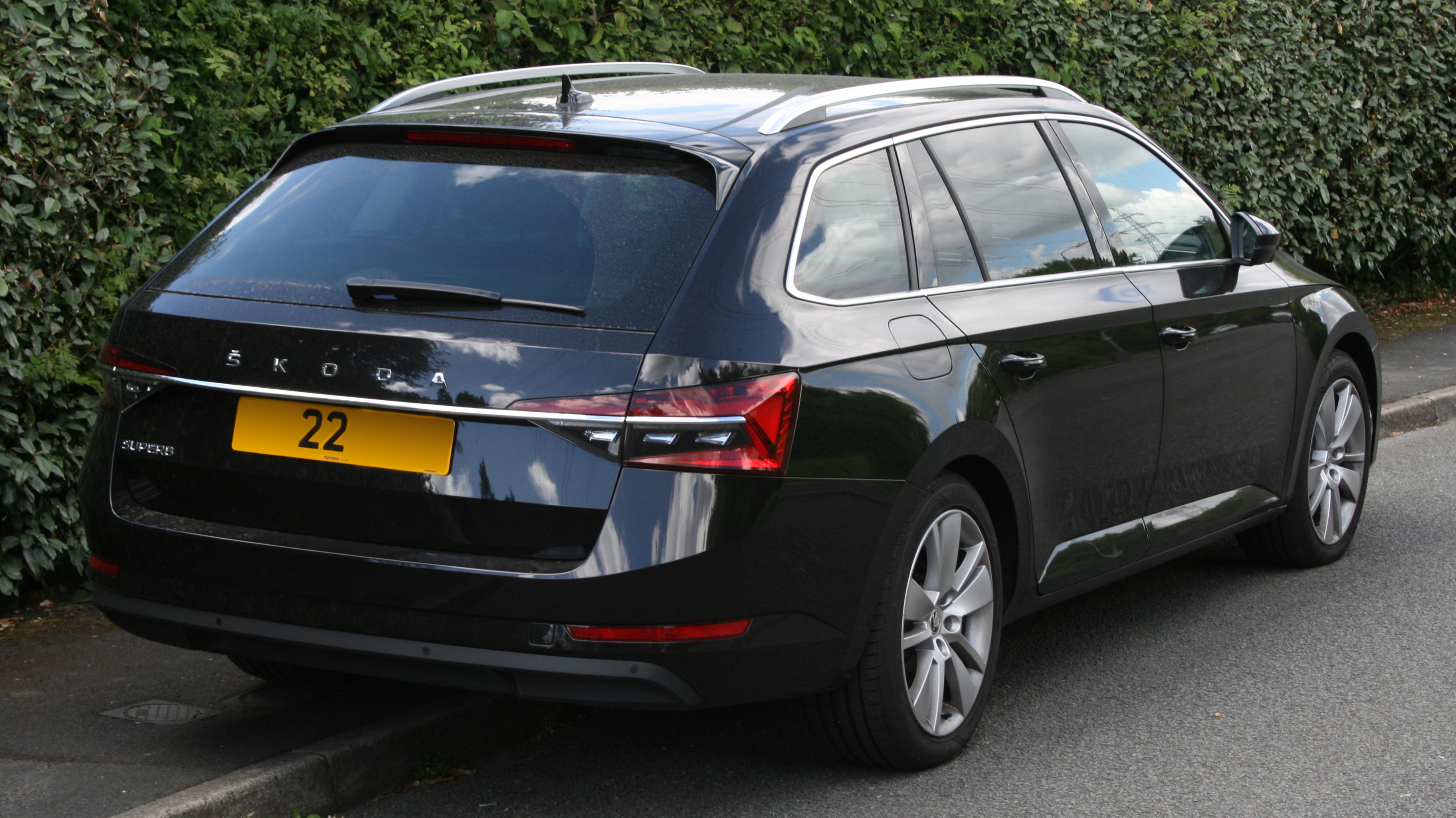
Škoda Superb Combi (Facelift)

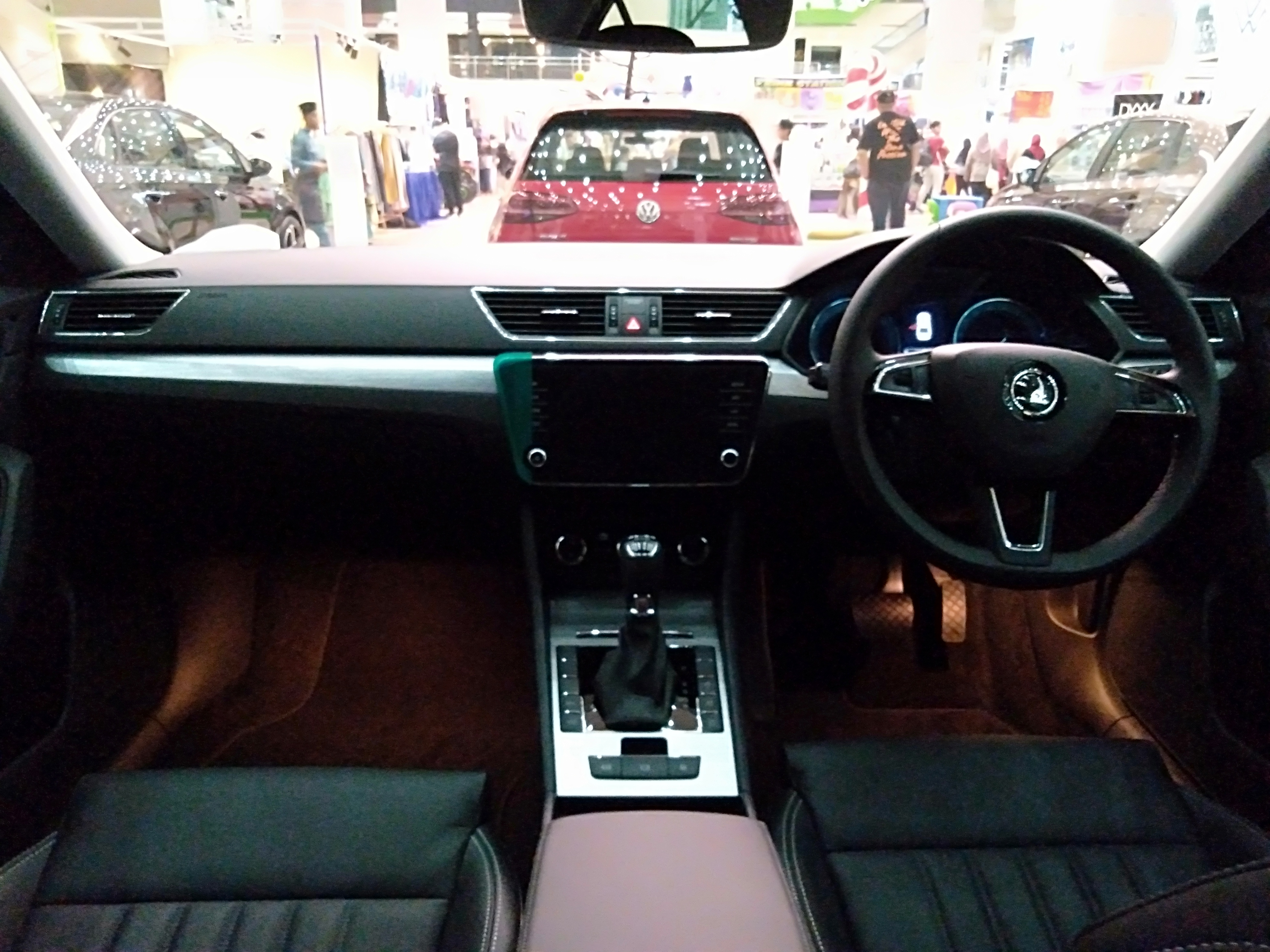
Interior

Em maio de 2019, o Škoda Superb com facelift foi apresentado em Bratislava. A Škoda adicionou faróis full-LED de matriz, controle de cruzeiro preditivo e assistência de emergência.
O primeiro híbrido plug-in também foi introduzido, o novo Škoda Superb iV estará disponível com motor turbo a gasolina de 1,4 litros, potência de 160 kW (215 cv) e autonomia totalmente elétrica de até 55 quilômetros. O novo Škoda Superb Scout traz com a sua suspensão mais alta e proteção inferior um pouco de capacidade off-road. O carro com facelift foi colocado à venda no início de 2020.

## Quarta geração
A quarta geração do Superb fez sua estreia oficial em 2 de novembro de 2023. Ao contrário do Passat B9, ao qual está relacionado, o modelo é nas versões perua e liftback. A gama de motores incluirá gasolina e diesel, mas também uma nova unidade híbrida plug-in.